# منیر الحیمور
منیر الحیمور (انگلیسی: Mounir El Haimour؛ زادهٔ ۲۹ اکتبر ۱۹۸۰) بازیکن فوتبال اهل فرانسه است.
از باشگاه‌هایی که در آن بازی کرده‌است می‌توان به باشگاه فوتبال بارنزلی و باشگاه فوتبال اسپارتاک ولادی‌قفقاز اشاره کرد.